# Forever (Chris Brown)
Forever è un brano musicale del cantante statunitense Chris Brown, estratto come primo singolo dall'album Exclusive: Forever Edition, edizione speciale del precedente album Exclusive.
Il brano, avendo ottenuto un largo successo internazionale, e ottime ricezioni da parte della critica, è considerato uno dei brani più celebri del cantante.

## Descrizione

### Composizione
Il brano è stato scritto da Brown e il suo team di songwriting. Forever è una versione estesa di una canzonetta composta da Brown per la pubblicità delle "Doublemint". Brown inizialmente compose una versione corta per la pubblicità e successivamente la ampliò e modificò in una canzone nel corso di una sessione di registrazione nel febbraio del 2008, dove lavorò con Polow da Don a cui venne in mente un beat che poi produsse e da cui Brown ci scrisse il brano sopra. Dato che lo stile del produttore era molto europeo con elementi techno-house, Brown e il suo team decisero di creare un brano che unisse lo stile del cantante stile con quello del produttore. Nel brano il cantante fa uso dell'Auto-Tune, che precedentemente aveva usato solo nel singolo Kiss Kiss. Inizialmente il brano era progettato per essere inserito nel prossimo album di Brown, ma successivamente decise di pubblicare una ristampa dell'album Exclusive, chiamata Exclusive: The Forever Edition, inserendoci il brano, dato che non si sentiva ancora pronto per rilasciare un nuovo album.
Inizialmente il singolo progettato per essere pubblicato dopo With You era Down, dove Brown duettava con Kanye West, ma Brown decise di pubblicare Forever, nonostante la disapprovazione della sua casa discografica riguardo a questa decisione.

### Stile musicale
Il brano presenta sonorità differenti dai precedenti lavori di Chris Brown che puntavano a un genere R&B, infatti Forever presenta sonorità eurodance e eurodisco, con diverse influenze techno e trance.
Del brano ne è stato inoltre pubblicato un remix ufficiale, a cui partecipano i rapper Lil' Wayne e Lupe Fiasco.

## Accoglienza
La canzone ha ricevuto critiche molto positive della maggioranza dei critici musicali, in diversi hanno definito la canzone come la migliore dell'artista, d'altra parte c'è chi pur elogiando il brano, critica Brown per avere uno stile musicale troppo simile a quello di altri artisti R&B come Usher e Ne-Yo nella canzone.

## Video musicale
Il video musicale prodotto per Forever è stato girato a Los Angeles il 4 aprile 2008, ed è stato diretto da Joseph Kahn. Il video è stato trasmesso per la prima volta il 30 aprile 2008 da TRL ed ha raggiunto la prima posizione della classifica settimanale di MTV.

## Tracce
US Promo CD
1. Forever (Main) - 4:38
2. Forever (Instrumental) - 4:40

UK & Ireland CD single
1. Forever (Main)
2. Forever (23 Deluxe Remix)

Australian CD single
1. Forever (Main)
2. Forever (23 Deluxe Remix)
3. Forever (Cahill Club Mix)
4. Forever (Bobby Bass & J Remy Club Mix)
5. Forever (video)

## Successo commerciale
Il brano ha riscosso un grandissimo successo in patria, debuttando il 10 maggio del 2008 alla nona posizione, e raggiungendo dopo 14 settimane la seconda posizione della Billboard Hot 100, mantenendo la posizione per 2 settimane, stando dietro a I Kissed a Girl di Katy Perry e Disturbia di Rihanna, vendendo in totale nel paese oltre 4 milioni di copie. La canzone riscosse un buon successo anche nel resto dei paesi anglofoni, raggiungendo la vetta in Irlanda e in Nuova Zelanda, e la top ten in Regno Unito, Australia e Canada.

## Classifiche
| Classifica (2008)                    | Posizione più alta |
| ------------------------------------ | ------------------ |
| Australia                            | 7                  |
| Austria                              | 34                 |
| Belgio (Fiandre)                     | 47                 |
| Belgio (Vallonia)                    | 40                 |
| Canada                               | 2                  |
| Danimarca                            | 20                 |
| Paesi Bassi                          | 24                 |
| Europa                               | 12                 |
| Germania                             | 20                 |
| Irlanda                              | 1                  |
| Giappone                             | 88                 |
| Nuova Zelanda                        | 1                  |
| Svezia                               | 17                 |
| Svizzera                             | 22                 |
| Turchia                              | 4                  |
| Regno Unito                          | 4                  |
| Stati Uniti                          | 2                  |
| U.S. Billboard Hot R&B/Hip-Hop Songs | 66                 |
| U.S. Billboard Pop 100               | 1                  |
| U.S. Billboard Pop Songs             | 12                 |